# Grov (Skånland)
Grov este o localitate din comuna Skånland, provincia Troms, Norvegia, cu o suprafață de 0,56 km² și o populație de 356 locuitori (2013).